# Quasi-syllogisme
Un quasi-syllogisme est un terme qui est parfois utilisé pour décrire ce qui pourrait être autrement appelé un syllogisme catégorique, mais où l'une des prémisse est singulière, et donc pas une déclaration catégorique.
Par exemple:
1. Tous les hommes sont mortels
2. Socrate est un homme
3. Socrate est mortel

Dans l'argument ci-dessus, bien que la prémisse 1 est catégorique, la prémisse 2 est une déclaration singulière se référant à une seule personne. Bien que ce soit une forme logique valide, ce n'est pas un syllogisme catégorique.
Il a été suggéré que l'on peut traduire tout énoncé singulier en catégorique.
Par exemple:
"Socrate est un homme" devient "Tous les membres d'une classe dont le seul membre est Socrate sont des hommes".
Les deux prémisses ci-dessus peuvent être considérées comme identiques, mais le premier est singulier et le second catégorique.